# Касапис, Михалис
Михалис Касапис (род. 6 июня (по другим источникам — 6 августа) 1971 года в Афинах) — греческий футболист, выступавший на позиции левого защитника. В настоящее время — футбольный тренер. В 1995 году был признан вторым лучшим футболистом Греции и стал одним из 22 лучших европейских игроков в сезоне 2001/02.

## Карьера игрока
Касапис начал играть в футбол в возрасте 17 лет в команде «Левадиакос», где играл с 1988 до 1993 года, провёл 126 матчей и забил шесть голов.
Затем его приобрёл афинский АЕК, где он играл с 1992 по 2004 год, став частью звёздного состава 90-х, его товарищами по команде были Стелиос Манолас, Тони Савевский, Элиас Атмацидис и Василис Цартас.
27 апреля 1994 года Касапис дебютировал за сборную Греции в домашнем товарищеском матче в рамках подготовки к чемпионату мира 1994 года против Саудовской Аравии (5:1). Несмотря на то, что Касапис был в хороших отношениях с тренером Греции, Алкетасом Панагулиасом, он не попал в состав, который поехал в США на чемпионат мира 1994.
В футболке Греции он провёл в общей сложности 37 матчей (до 2002 года).

## Карьера тренера
Первый опыт тренерской работы Касапис получил в 2006 году, возглавив молодёжный состав «Левадиакоса», в 2009/10 сезоне он тренировал «Фоккикос», затем — «Каллони», а в феврале 2011 года вернулся в «Фоккикос». В феврале 2013 года он был назначен тренером «Халкиды».
Через девять лет после ухода из АЕКа в сентябре 2013 года он вернулся в клуб в роли скаута с полномочиями наблюдения за играми будущих противников клуба.

## Достижения
АЕК
- Чемпионат Греции: 1994
- Кубок Греции: 1996, 1997, 2000, 2002
- Суперкубок Греции: 1996